# کلیسای فرانسیسکن سنت ماری عیسی
کلیسای فرانسیسکن مریم مقدس عیسی (صومعه مینیوری اوسروانتی) کلیسایی در والتا، در کشور مالت، است که به مریم مقدس، مادر عیسی، تقدیم شده است و تحت نظر فرقهٔ فرانسیسکن اداره می‌شود. مالتی‌ها آن را با نام Ta' Ġieżu (تاع جیزو، به معنی «از عیسی») می‌شناسند.

## تاریخچه
در سال ۱۵۷۱ به فرقهٔ فرانسیسکن قطعه زمینی در والتا وقف شد تا در آن کلیسا بسازند. کار ساخت و ساز کلیسا، به دنبال طراحی جیرولامو کاسار آغاز شد. نما در سال ۱۶۸۰ توسط مدریکو بلوندل تغییر داده شد. بسیاری از استادان بزرگ در تزئین کلیسا، که اکنون میزبان آثار هنری مختلف است، کمک زیادی کردند.
این کلیسا محل تراژدی کارناوال سال ۱۸۲۳ است، زمانی که بسیاری از پسران در راهروی ساختمان در حالی که منتظر دریافت نان بودند، در ازدحام جمعیت له شدند.

## توضیحات

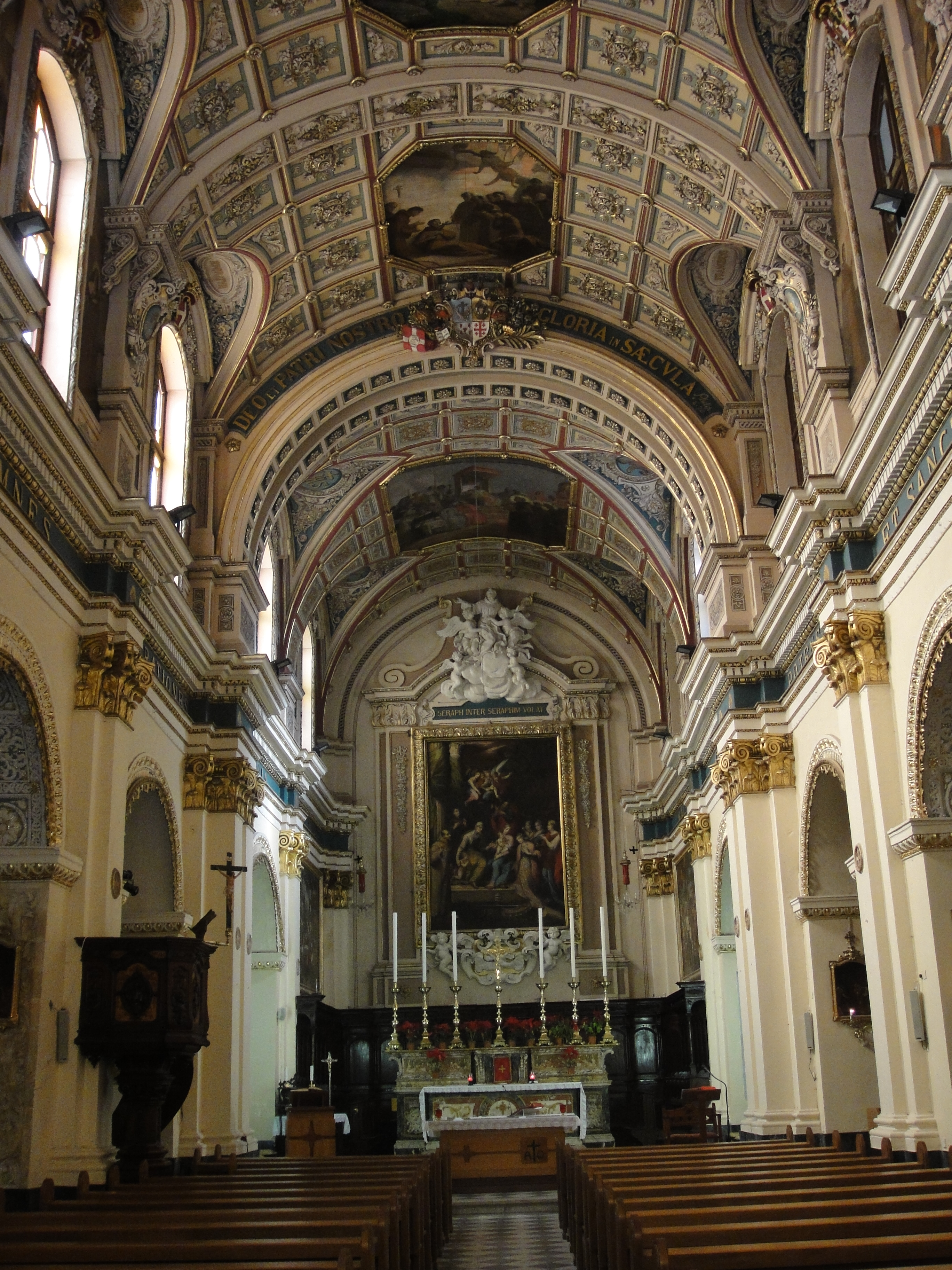
فضای داخلی کلیسا

جاذبه اصلی این محل، بدون شک «صلیب شگفت‌انگیز معجزه آسا» (به زبان مالتی: Il-Kurċifiss Mirakuluż) است، که توسط یک راهب سیسیلی در حدود سال ۱۶۳۰ میلادی نصب گردید و از آن هنگام، بلافاصله توجه مردم را به خود جلب کرد. همراه با صلیب، نقاشی بانوی غم‌ها اثر استفانو اراردی در این محل قرار دارد.
تابلوی عنوان اثر هنرمند سیسیلی آنتونیو کاتالانو است. تاریخ آن به سال ۱۶۰۰ می‌رسد و دیدار بانوی ما، سنت الیصابات، را به تصویر می‌کشد.
اولین قربانی اپیدمی طاعون ۱۴-۱۸۱۳ در مالت، یک دختر جوان، در داخل کلیسا به خاک سپرده شد؛ زیرا در آن زمان از شرایط مرگ او اطلاع نداشتند.
این کلیسا میزبان قبر مقدس نازجو فالزون (۱۸۱۳–۱۸۶۵) نیز هست، یک روحانی اسقف‌نشین که بسیار مورد احترام مالتی‌ها قرار می‌گیرد و به ملوانان بریتانیایی مستقر در مالت تعالیم کاتولیک می‌آموخت.
ساختمان کلیسا در فهرست فهرست ملی اموال فرهنگی جزایر مالت ثبت شده است.